# Akyaka (Muğla)
Akyaka (antiker Name Idyma) ist ein Ort im Landkreis Ula der türkischen Provinz Muğla. Die Stadt liegt am Golf von Gökova, 84 km östlich von Bodrum, 18 km südlich von der Provinzhauptstadt Muğla und 24 km nördlich von Marmaris.
Akyaka wurde als karische Stadt gegründet und in Steuerlisten des attischen Seebundes 453 v. Chr. zum ersten Mal erwähnt. Eine Gleichsetzung mit  der bereits in hethitischen Texten des 13. Jahrhunderts v. Chr. erwähnten Stadt Utima aufgrund der Namensähnlichkeit zu Idyma, aber auch topografischer Gesichtspunkte, gilt in Teilen der Forschung als plausibel, ist jedoch nicht gesichert.
Felsengräber aus karischer Zeit befinden sich am Dorfeingang, sie wurden 1974/75 beim Bau einer neuen Verbindungsstraße gefunden. In der römischen Zeit in der Provinz Asia liegend, breitete sich Idyma in Richtung Westen aus. Bei Kanalarbeiten wurde ein römisches Familiengrab entdeckt, dessen Inhalt im Museum von Muğla besichtigt werden kann.
In der Mitte des 3. Jahrhunderts n. Chr. geriet das Gebiet in Vergessenheit, da starke Erdbeben, Pest und Malaria die Bewohner zur Flucht zwangen.
In den 1930er Jahren wurde mit der Trockenlegung der Sümpfe in der Bucht von Gökova begonnen und die Malaria unter Kontrolle gebracht.
Nach dem Bau der Straße Muğla – Marmaris (ab 1970) entwickelte sich das Dorf Akyaka, das aus nur wenigen Häusern bestand und zu Kozluköyü gehörte, zu einem Erholungsgebiet und touristischen Zentrum.
Akyaka wird geprägt durch eine Art pseudo-seldschukisch-osmanische Architektur mit typischen Holzelementen, die einzigartig in der Türkei ist. Der Architekt Nail Cakırhan bekam für seine Entwürfe und Ausführungen im Jahre 1983 den Aga-Khan-Preis für Architektur.
Der Strand von Akyaka ist etwa 500 Meter lang und zwischen 10 und 20 Meter breit. Durch hochstehendes Grundwasser ist er auch im Sommer immer etwas feucht, fest und kühl. Durch größere Mengen kühlen Quellwassers aus den umliegenden Bergen bleibt auch die Wassertemperatur in diesem Bereich des Golfs von Gökova im Sommer kühler als an benachbarten Badeorten, und auch die Lufttemperatur steigt durch das kühle Wasser an heißen Tagen etwas weniger an als in der Umgebung.
Akyaka wird vor allem von türkischen Urlaubern besucht. Die Urlauberströme aus Westeuropa oder Russland gelangen nur in geringem Maße nach Akyaka. Neben einem ausgedehnten Camping- und Ferienhausbereich am Ortsrand gibt es in Akyaka vor allem kleinere Hotels und Apartmenthäuser. Neben dem Strand befindet sich eine Hafenmole, an der noch immer zahlreiche Fischerboote sowie einige Ausflugsboote liegen. Jenseits der Hafenmole befinden sich Liegeplätze für private Yachten und für kleinere private Freizeitboote.